# 蔣復新
蔣復新，本籍江西贛州，吏員出身，宦官世家，是中國清朝官員，於1700年上任新港巡檢，隸屬於台灣道台灣府，為台灣清治時期的地方官員，該官職主要從事新港之管理事務。